# Rot-Weiß-Club Gießen
Der Rot-Weiß-Club Gießen ist ein Tanzsportverein in Gießen. Der Verein wurde am 15. Oktober 1929 auf Initiative von Theodor Bäulke gegründet. Bäulke betrieb damals die Tanzschule Bäulke, die als älteste Tanzschule in Deutschland gilt.
Der Verein bietet Turniertanz, verschiedene Hobby- und Breitensportgruppen sowie Kindertanzen an. Weiterhin verfügt er über Angebote im Formationstanzen (Standard) sowie Jazz und Modern Dance. Die Standardformation des Vereins stieg in der Saison 2014/2015 in die 1. Bundesliga Standard auf, wo sie bis zur Saison 2016/2017 antrat.

## Erfolge der Einzelpaare
Wilhelm und Hannelore Wolf gewannen für den Verein mehrere Deutsche Meisterschaften in den Standardtänzen und belegten bei Europameisterschaften Medaillenplätze.
- Europameisterschaft Standard
  - 2. Platz: 1957
  - 3. Platz: 1952, 1954, 1956
- Deutsche Meisterschaft Standard (Hauptgruppe S)
  - 1. Platz: 1955–1957 (im DATV/DPG[Anm. 1])[3]
  - 2. Platz: 1952, 1953
  - 3. Platz: 1951
- Deutsche Meisterschaft Standard (Senioren S)
  - 1. Platz: 1958–1961 (im DATV/DPG)

In den lateinamerikanischen Tänzen waren Ullrich und Carmen Sommer erfolgreich. Sie gewannen mehrfach Deutsche und Landesmeisterschaften und waren auch auf internationalen Turnieren erfolgreich.
- Hessische Meisterschaft, Hauptgruppe II S
  - 1. Platz: 2000, 2004, 2005
  - 2. Platz: 1999, 2003, 2007
  - 3. Platz: 2008–2010
- Hessische Meisterschaft, Senioren I S
  - 1. Platz: 1998–2009
  - 2. Platz: 2012
  - 3. Platz: 2010, 2011, 2013, 2014
- Deutsche Meisterschaft, Senioren I S
  - 1. Platz: 1998–2001, 2003
  - 2. Platz: 2002, 2003
  - 3. Platz: 2005, 2007
- Hessische Meisterschaft, Senioren II S
  - 1. Platz: 2012, 2013
  - 3. Platz: 2014
- Deutschlandpokal, Senioren II S
  - 1. Platz: 2013
  - 2. Platz: 2012

## Standardformation

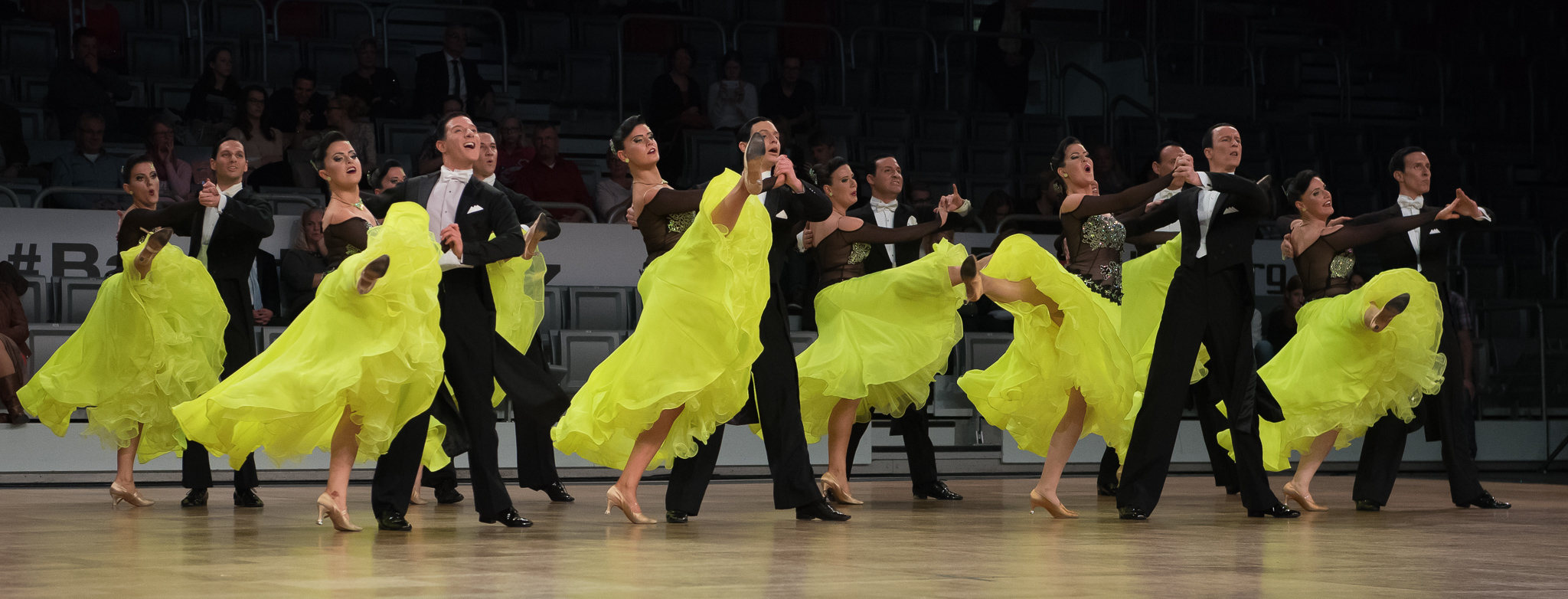
RWC Gießen bei der Deutschen Meisterschaft der Formationen 2016

Eine Standardformation gab es im Rot-Weiß-Club Gießen bereits in den 1970er-Jahren. 2006 wurde eine neue Formation gegründet, die seit der Saison 2006/2007 zu Ligawettkämpfen antritt. Zunächst trat die Mannschaft in der Oberliga Süd Standard an. In der Saison 2008/2009 trat die Mannschaft dann in der Regionalliga Süd Standard an. Die Mannschaft tanzte bis zur Saison 2010/2011 in der Regionalliga Süd Standard – in der Saison 2012/2013 in Formationsgemeinschaft mit dem TSC Butzbach – und stieg dann in die 2. Bundesliga Standard auf. Zum Ende der Saison 2014/2015 folgte der Aufstieg in die 1. Bundesliga Standard. Nach der Saison 2016/2017 steig die Mannschaft wieder in die 2. Bundesliga Standard ab.
Der Verein zog die Formation im Sommer 2017 aus der 2. Bundesliga zurück, nachdem keine vollständige Mannschaft mehr aufgestellt werden konnte.
Musikalische Themen der letzten Jahre waren:
- 2006/2007 und 2007/2008: „Shall we Dance?“
- 2008/2009: „Total TV“
- 2009/2010, 2010/2011 und 2011/2012: „Pirates of the Caribbean“
- 2012/2013 und 2013/2014: „Unchain My Heart“
- 2014/2015 und 2015/2016: „Bohemian Rhapsody“
- 2016/2017: „Amour fatal“

Trainer der Standardformation waren zuletzt Marc Bieler und Patrick Esch.